# ジョン・ゴラム
ジョン・ゴラム（John Gorham、1709年12月12日 - 1751年12月）はイギリス領ニューイングランド生まれの猟兵であり、1710年のポートロワイヤルの戦いが終わったのち、ノバスコシアとアカディアの境界地帯に駐留したイギリス兵の中では、最初の著名な人物でもある。有名なゴラムズ・レンジャーズを創設しており、その傑出した軍事活動により、イギリス正規軍の大尉に任命された。イギリス軍から猟兵活動を委託された、アメリカ三大猟兵の一人でもある（ゴラム自身、弟のジョセフ・ゴラム、ロバート・ロジャーズ）。他にもジョージ・ワシントンなどがいるが、彼らはイギリス軍の階級は得られなかった。

## 家系

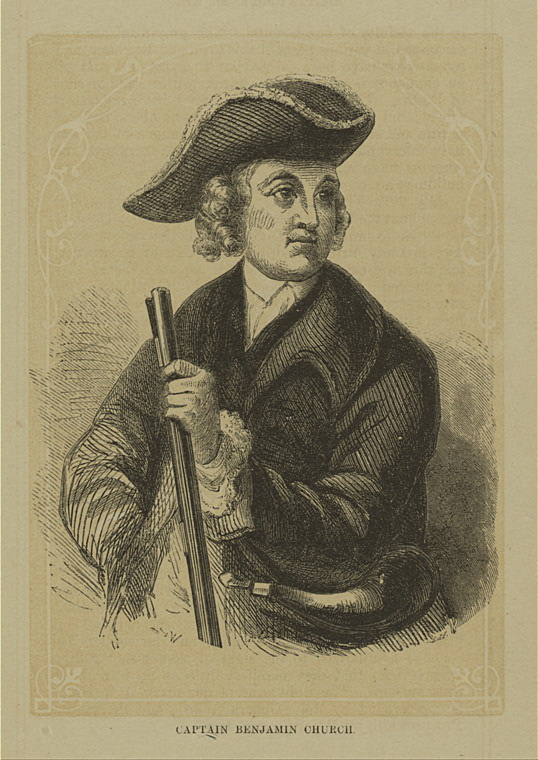
ベンジャミン・チャーチ

ゴラム家には、アメリカの猟兵の父とされるベンジャミン・チャーチと行動を共にした歴史があった。ゴラムの曽祖父、ジョン・ゴラム1世はチャーチと共に「グレート・スワンプ・ファイト」での戦闘中に戦死した。ちなみに、メイン州とニューハンプシャーとにそれぞれあるゴラムの地名は、このジョン・ゴラム1世にあやかっている。祖父のジョン・ゴラム2世もチャーチと行動を共にし、シグネクト奇襲を含む、チャーチの4度目のアカディアへの遠征に同行した。父のジョン・ゴーラム3世は、1745年のルイブールの戦いに従軍し、そして、この記事のテーマであるジョン・ゴラム4世と弟のジョセフは、猟兵としてアカディアでの任務に就いた。
ゴラムは元々は商人であった。1743年にメインに土地を下賜され、1741年ごろから猟兵として活動していたとされる。正式に軍人として参戦したのは、1744年と言われる。

## 歴史的背景
1710年のポートロワイヤルの戦い、その後のユトレヒト条約署名にもかかわらず、イギリスは、ノバスコシア/アカディアの支配に何十年も手こずっていた。ノバスコシアに到着したジョン・ゴラムと猟兵隊は、イギリスの軍事と政治の支配地域を、アナポリスロイヤルアン砦と漁村カンゾとに限定した。ジョージ王戦争が始まり、ゴラムは、イギリスの作戦を攻めの姿勢に転じた。

## ジョージ王戦争

### アナポリスロイヤルの戦い（1744年）
ジョージ王戦争の間中、ゴラムと、インディアン及びニューイングランド人70人から成る部隊はアン砦防御の任務についていた。この砦はフランス軍とアカディア兵、ミクマク兵から多大な攻撃を受けていた。1744年のアナポリスロイヤルの戦いでは、10月4日にゴラムと部隊が、近くのウィグワムにいたミクマク族の男たちと5人の女、3人の子供たちを虐殺した。
ノバスコシア総督のポール・マスカレンは、ニューイングランドの猟兵隊の戦術は、正規連隊のやり方よりも境界地帯では頼りになると述べている。10月のまた別の日、ゴラムは3人のインディアンの頭皮と、生きたインディアンの赤ん坊を連れて戻った。1746年の2月、マサチューセッツ総督のウィリアム・シャーリーはこう書いている。「アナポリスロイヤルのゴラム中佐と彼の猟兵部隊のすばらしい軍事行動は、彼らのような部隊がいかに有益であるかを知らしめることになった」
マリシート族やミクマク族は、1744年のアナポリスロイヤルの戦いの間、ゴラムがミクマクの家族を殺したことへの報復を狙っていた。1745年の戦いの間、ミクマク族やマリシート族はイギリス兵ウィリアム・ポートやゴラムの部隊のモホーク兵を捕虜とした。ゴラム自身は、父親とルイブールでの戦闘に参加していたため、アナポリスロイヤルにはいなかった。
ポートはセントジョン川沿いのオークパク村に連れて行かれた。ノバスコシアからミクマク族がその村にやってきて、ゴラムに家族を殺された報復として、1745年7月6日、ポートと、ジェイコブという名のモホーク兵を拷問にかけた。その数日後の7月10日、ポートは、ミクマク族がメデュクトゥクのインディアン集落で、他のモホーク兵にも拷問を行っているのを目撃した。

### ルイブールの戦い（1745年）

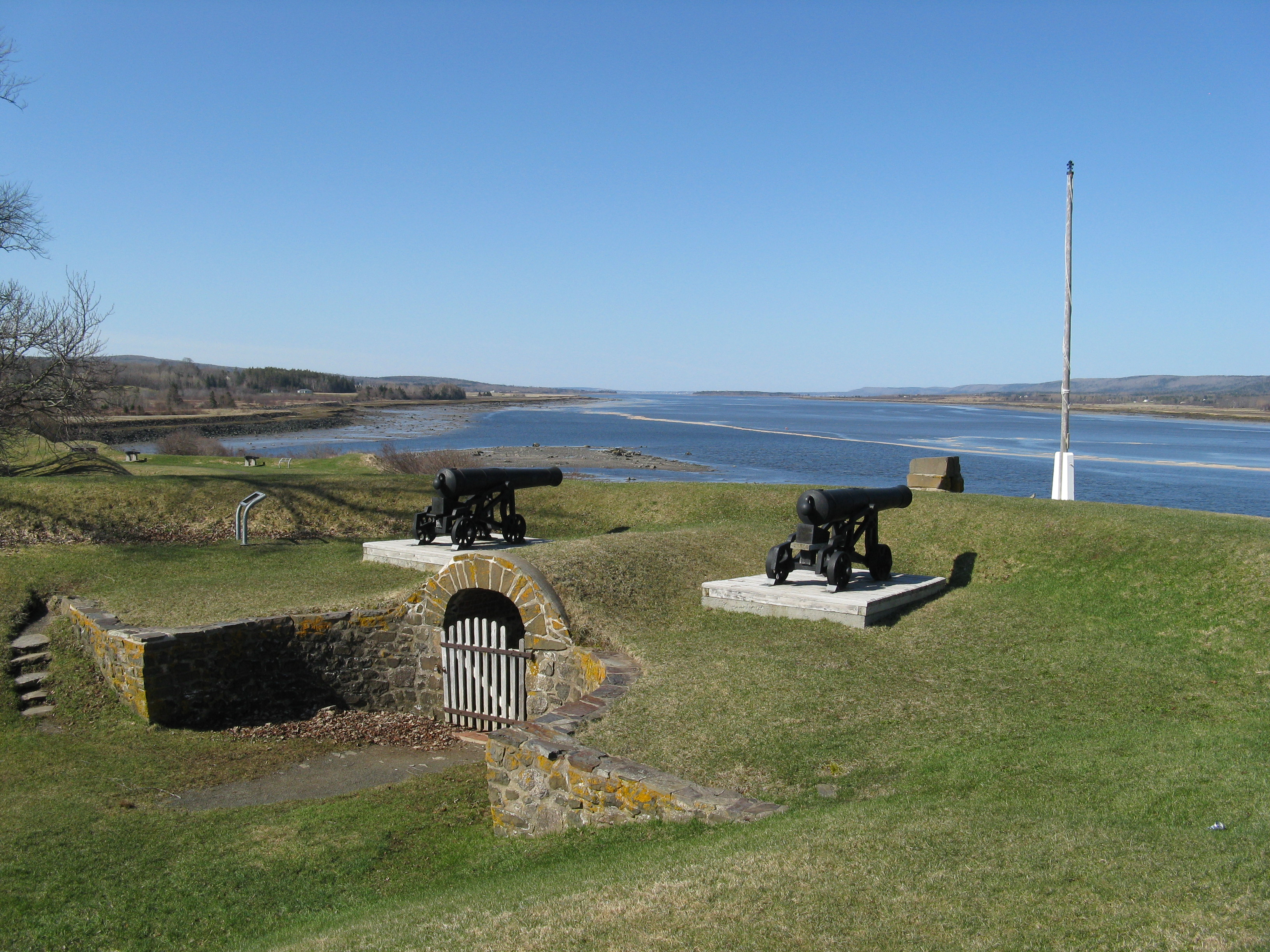
アナポリスロイヤルの砲台

1745年のルイブールの戦いで、ゴラムは父と共に戦った。父ジョン・ゴラム3世はこの時に戦死した。
ゴラムはノバスコシア防御の任務を受けた。1748年、彼は自分自身の猟兵部隊を指揮することになった。士官に多くのワンパノアグ族を抱えるこの部隊は、ノバスコシアに駐屯した 。1748年一杯は、ゴラムの部隊はアナポリスロイヤルにイギリス正規兵と駐屯していた。砦の外にゴラムの部隊用の兵舎があった。ゴラムは、アナポリスロイヤルに援軍を送るため、マサチューセッツからアンソンとウォーレンの2隻のスクーナー船を派遣していた。
この年の10月、英仏双方が所有権を主張していたセントジョン川流域の、フランス系入植者を降伏させるよう、マスカレンからの命令を受け、ゴラムはこの戦いで反撃を受けつつも、アベナキ族を包囲した。ゴラムはミナスでフランスの抵抗勢力を排除し、10月19日にセントジョン川を上り、アカディア人が自分たちの領土であると主張するこの土地で、ゴラムはフランスの勢力を駆逐した。この戦闘では、ゴラムはマサチューセッツからの支援を受けていた。

## ル・ルートル神父戦争

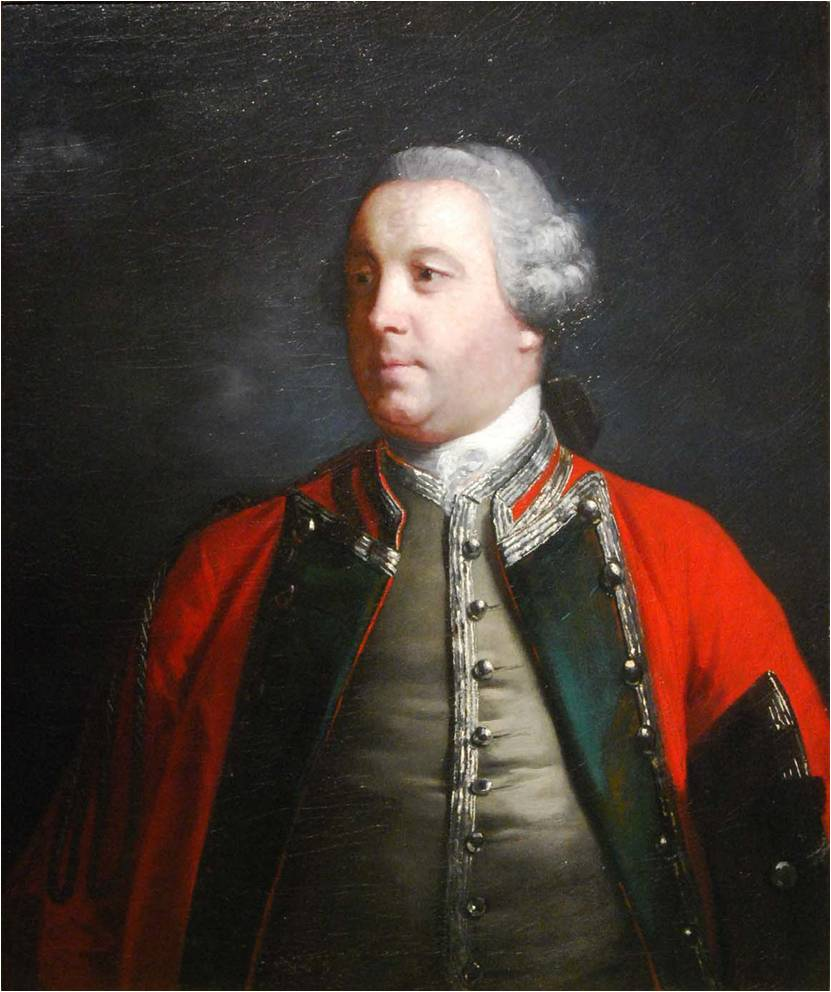
エドワード・コーンウォリス（1756年）

1749年7月14日、新総督のエドワード・コーンウォリスが到着してまもないころ、ゴラムはノバスコシアの評議会の議員となった。1749年のル・ルートル神父戦争では、現在のベッドフォードにサックビル砦を建て、シグネクトの戦いにも参戦した。
ウィリアム王戦争が勃発した1689年以来、ニューイングランドとアカディアのアベナキ族の戦闘で、敵の頭皮を剥ぐのは当たり前の習慣になっていた。アカディアやノバスコシアでは、イギリス軍とミクマク軍が境界地帯で交戦する際、あるいは全面戦争では、双方が何度も続けざまに相手方の家族を殺した。イギリス軍がミクマク族の頭皮に報酬を与える一方で、ヌーベルフランスもイギリス兵の頭皮に報酬を与えた。英仏両軍は、インディアン兵のように辺境の戦いには慣れていなかったため、イギリス軍士官であるコーンウォリスやジェフリー・アマーストは、猟兵部隊やミクマク族の森林地帯での戦術に驚きを隠せなかった。
ダニエル・N・ポールの尽力により、歴史的な文脈ではほとんど語られなかった、ゴラムの境界地帯での戦法と、ミクマク族指導者の、イギリス軍相手の戦闘での戦い方には、21世紀の今日でも多くの注目が集まっている
その後、1751年の8月に、ゴラムはノバスコシアからイギリスのロンドンへ、アカディアの情勢を報告するため、ハリファクスで建造されたオズボーン号で渡航した。その年の12月に、彼は天然痘で死亡した。